# Живой труп (фильм, 1911)
«Живой труп» — драма в 30 сценах, снятая в 1911 году режиссёрами В. Кузнецовым и Борисом Чайковским по одноимённой пьесе Л. Н. Толстого. По воспоминаниям Луи Форестье сюжет фильма и его название остались не понятными для зрителей, так как главный герой Протасов все время пил и танцевал у цыган.

## История
После смерти Льва Толстого появились слухи о написанной им пьесе «Живой труп» и о её предстоящей постановке в Московском Художественном театре. Братья Пате заявили, что хотят снять спектакль, но инициативу перехватила фирма Р. Д. Перского. Роберт Перский сам выступил в роли сценариста, а режиссёрами стали В. Кузнецов и Борис Чайковский. Оператор Носке. Выход фильма сопровождался скандалами. 30 августа 1911 годом Александра Толстая написала письмо в редакцию газеты, сообщив, что никому не предоставляла права на съемки фильма «Живой труп» по пьесе её отца, Л. Н. Толстого. Она узнала из газет, что премьера фильма в кинематографических театрах запланирована на 17 сентября. Одновременно с этим она просила повременить содержателей кинематографических театров с премьерой фильма, ведь на 23 сентября была запланирована публикация пьесы, также должна была состояться премьера пьесы на сцене московского Художественного театра. Создатели картины прислушались к просьбе Александры Толстой и премьеру фильма запланировали позже первой постановки Художественного театра, хотя изначально фильм должен был быть показан на шесть дней раньше фильма. Премьера фильма «Живой труп» состоялась 27 сентября 1911 года.
Фельетонист ежедневной газеты «Московский листок» господин Эръ писал, что многих московских писателей продолжает волновать вопрос о том, каким образом Перский смог раздобыть текст пьесы, единственный экземпляр которой хранится у директора Художественного театра В. И. Немировича-Данченко. Но при этом он отмечал, что все-таки есть и другой экземпляр этой пьесы, его владелец князь Сумбатов. Эръ утверждал, что знает ещё нескольких лиц, у которых были экземпляры пьесы, и что один его берлинский знакомый предлагал ему получить изданную за границей пьесу «Живой труп». Эръ писал, что дело не в том, как именно сценарист Роберт Перский достал пьесу Толстого, ведь раз по пьесе поставлен фильм во всех деталях, значит пьеса у него все-таки есть. Но у сценариста не было подлинного напева романса «Ах, да не вечерняя». За экранизацию «Живого трупа» Роберт Перский подвергся сильной газетной критике, в особенности его ругали в «Русском слове» за то, что он заимствовал пьесу, хотя графиня Александра Львовна Толстая это запретила. Но сам Лев Толстой объявил свои произведения всеобщим достоянием. Фельетонист Эръ отмечал, что Перский должен был считаться с Художественным театром, который заплатил наследнице Толстого 10 тысяч рублей. По одной из версий, Р. Д. Перский составил сценарий фильма на основе того, что о содержании пьесы публиковали в газетах.
Художественный театр предпринимал попытки выяснить, каким материалом пользовался господин Перский для написания своего сценария. Была обнаружена организованная продажа изданного на ремингтоне «Живого трупа» в одной из театральных библиотек. В основном пьесу там покупали провинциальные антрепренёры. Вначале экземпляр продавался по 300 рублей, потом цена упала до 50 рублей. Официальное расследование на тот момент не состоялось через отъезд из Москвы уполномоченного А. Л. Толстой и присяжного поверенного Н. К. Муравьева.
Одни критики утверждали, что хотя фильм и был поставлен по тексту пьесы Толстого, но произвел жалкое впечатление, и из исполнителей хорошо исполнил свою роль только Федор Протасов. Все остальные играли в псевдостаром вкусе, съемки велись почти без понимания поставленных задач, за что создателям должно быть стыдно. Другие же писали, что постановка вышла вполне хорошей. Так, в Москве состоялся показ в одном из кинематографов, на который пригласили представителей печати. В фильме было больше действий, чем в пьесе. Скомканной была лишь сцена финала и сцена у цыган. Лента была создана в соответствии с пьесой, но игра актёров и кинематографическая постановка ничем не выделялись. Лента дает четкое представление о том, что приводит Федора Протасова к самоубийству.
В постановке допущены некоторые ошибки. Например, Лиза пять лет носит одно и тоже платье. Иногда во время съемок использовалось неправильное освещение.
В начале октября 1911 года в «Фуроре» и «Эффекте» в Уфе состоялся показ картины «Живой труп», которая привлекла массу пользователей. По сведениям очевидцев, изображение было не самое качественное, были частые обрывы и пропуски в фильме. В «Вестнике кинематографии» также содержался крайне негативный отзыв о просмотре фильма, по мнению многих — фильм провалился.
Актёры, снимавшиеся в фильме, носили костюмы из мастерской Пинягина. Так как у Перского не было павильона для съемок, то съемки декораций он осуществлял в пустующей пивной на Малой Дмитровке. Съемки картины были окончены в очень короткий срок.
Луи Форестье в своей книге «Великий немой» называл картину халтурой и говорил, что такого не видел в прошлом даже у Дранкова, а весь сюжет фильма сводился к тому, что пьяный Протасов постоянно находился у цыган, танцевал, смысл пьесы и её название было непонятно для зрителя.

## В ролях
- Николай Васильев — Федя Протасов
- Е. Павлова — Маша
- Мария Блюменталь-Тамарина — Лиза
- Баранова — её мать
- В. Кузнецов — судебный следователь
- Крамер — Виктор
- Маргарита Чернова — Каренина
- А. Репнин — князь Абрезков
- Юлия Вишнякова — Саша
- Виктор — Александров
- Эдуард Кульганег — Афремов[2].